# Tetracloreto de germânio
O Tetracloreto de germânio é o composto de fórmula química GeCl4.

## Aplicações
É utilizado como catalisador na conversão de carboidratos no 5-hidroximetilfurfural em líquidos iônicos, como agente redutor em combinação com trifenilfosfina (TPP) para a redução de derivados de ácido alfa-bromo carboxílico, e na produção de germânio puro. Também é usado como intermediário para vários processos ópticos. É um dos dopantes mais importantes em vidro de sílica para fibras ópticas. É empregado na preparação de dióxido de germânio que é usado para lentes de câmeras amplas, microscópios, núcleo de linhas de fibra óptica e etc.